# أنس ماركوس
أنس ماركوس (بالهولندية: Ans Markus)‏ هي رسامة هولندية، ولدت في 29 يناير 1947 في Halfweg ‏ في هولندا.

## وصلات خارجية
- الموقع الرسمي